# Форт Калхун (Небраска)
Форт Калхун (енгл. Fort Calhoun) град је у америчкој савезној држави Небраска.

## Демографија
По попису из 2010. године број становника је 908, што је 52 (6,1%) становника више него 2000. године.
| Група             | 2000.       | 2010.       |
| Белци             | 834 (97,4%) | 862 (94,9%) |
| Афроамериканци    | 5 (0,6%)    | 2 (0,2%)    |
| Азијати           | 0 (0,0%)    | 1 (0,1%)    |
| Хиспаноамериканци | 11 (1,3%)   | 29 (3,2%)   |
| Укупно            | 856         | 908         |